# Liste des souverains de Misnie

Blason de Misnie.

La marche de Misnie était un État médiéval, une marche à la limite territoriale du Saint Empire romain, qui se trouvait dans la région de l’actuel land de Saxe. Fondée par l'empereur Otton Ier en 965, elle remonte au château de Meissen construit sous le règne de son père le roi Henri l'Oiseleur. Après que l'empereur Henri IV accorda le fief à la maison de Wettin en 1089, les membres de la dynastie s'emploient à renforcer cette base de pouvoir. En 1423, les margraves étaient désignés comme électeurs de Saxe.

## Margraves
| Nom                                            | Règne     | Commentaires                                                                          |
| ---------------------------------------------- | --------- | ------------------------------------------------------------------------------------- |
| Wigbert de Misnie                              | 965–976   |                                                                                       |
| Thiemar                                        | 976–979   | (également margrave de Mersebourg)                                                    |
| Gunther de Mersebourg                          | 981–982   | (également margrave de Mersebourg)                                                    |
| Rikdag II                                      | 978–985   | (Margrave de Mersebourg depuis 982)                                                   |
| Ekkehard Ier de Misnie                         | 985–1002  | Fils de Gunther de Mersebourg                                                         |
| Gunzelin de Misnie (dit de Kuckenburg)         | 1002–1009 | Frère d'Ekkehard Ier                                                                  |
| Hermann Ier de Misnie                          | 1009–1031 | Fils d'Ekkehard Ier et neveu de Gunzelin                                              |
| Ekkehard II de Misnie                          | 1032–1046 | Frère de Hermann Ier                                                                  |
| Guillaume IV de Weimar-Orlamünde               | 1046–1062 | Voir comtes de Weimar-Orlamünde                                                       |
| Othon de Weimar                                | 1062–1067 | Frère de Guillaume                                                                    |
| Egbert Ier de Misnie                           | 1067–1068 | Famille dite des Brunonides                                                           |
| Egbert II de Misnie                            | 1068–1089 | Fils du précédent.                                                                    |
| Vratislav II de Bohême                         | 1076–1089 | Fils de Bretislav Ier de Bohême                                                       |
| Henri Ier de Misnie                            | 1089–1103 | De la maison de Wettin, également margrave de Lusace et de la Marche de l'Est saxonne |
| Henri II de Misnie                             | 1103–1123 | Fils du précédent.                                                                    |
| Wiprecht de Groitzsch                          | 1123–1124 | Gendre de Vratislav II de Bohême                                                      |
| Hermann Ier de Winzenbourg                     | 1124–1130 | de la famille des comtes de Formbach (voir comté de Formbach (de))                    |
| Conrad Ier de Misnie, dit le Pieux ou le Grand | 1130–1157 |                                                                                       |
| Othon II de Misnie, dit le Riche               | 1157–1190 | Fils du précédent.                                                                    |
| Albert Ier de Misnie, dit le Fier              | 1190–1195 |                                                                                       |
| Thierry Ier de Misnie, dit l'Exilé             | 1198–1221 |                                                                                       |

## Margraves de Misnie et landgraves de Thuringe
À la suite de la mort du landgrave Henri le Raspon en 1247, la guerre de Succession de Thuringe éclatait entre le margrave Henri l'Illustre et Sophie de Brabant réclamant de l'héritage pour son fils Henri l'Enfant. Après 17 années de conflit, Henri l'Illustre s'est assuré le landgraviat de Thuringe, lorsque Sophie et son fils ont donné naissance au nouveau landgraviat de Hesse. En 1382, la succession de Chemnitz confirme la Thuringe à Balthazar, fils cadet du margrave Frédéric II, et ses descendants.
| Nom                            | Règne     | Commentaires                                                                |
| ------------------------------ | --------- | --------------------------------------------------------------------------- |
| Henri III, dit l'Illustre      | 1221–1288 | Également margrave de Lusace, landgrave de Thruringe à partir de 1247       |
| Albert II, dit le Dégénéré     | 1288–1291 | Également landgrave de Thuringe jusqu'en 1294                               |
| Frédéric Ier, dit le Mordu     | 1291–1323 | Fils d'Albert le Dégénéré, également landgrave de Thuringe à partir de 1307 |
| Frédéric II, dit le Sérieux    | 1323–1349 | Fils de Frédéric le Mordu, également landgrave de Thuringe                  |
| Frédéric III, dit le Sévère    | 1349–1381 | Fils de Frédéric le Sérieux, également landgrave de Thuringe                |
| Balthazar                      | 1349–1382 | Fils de Frédéric le Sérieux, landgrave de Thuringe de 1349 jusqu'en 1406    |
| Guillaume Ier, dit le Borgne   | 1349–1407 | Fils de Frédéric le Sérieux, landgrave de Thuringe de 1349 jusqu'en 1382    |
| Frédéric IV, dit le Belliqueux | 1407-1428 | Fils de Frédéric le Sévère, électeur de Saxe à partir de 1423               |
| Guillaume II, dit le Riche     | 1407–1425 | Fils de Frédéric le Sévère                                                  |

## Margraves de Misnie et électeurs de Saxe
Avec l'extinction des derniers représentants de la maison d'Ascanie, l'empereur Sigismond de Luxembourg attribue par acte du 6 janvier 1423 le duché de Saxe-Wittemberg et la dignité électorale au margrave Frédéric le Belliqueux. Ainsi la marche de Misnie fut absorbée par l'électorat de Saxe. Dans le contexte de la partition du patrimoine des Wettin en 1485, le territoire de Misnie échut à la branche albertine, électeurs de Saxe à partir de 1547, lorsque la plupart de la Thuringe reste dans le giron des duchés saxons gouvernés par la branche ernestine.

## Margrave de Misnie etduc de Saxe(chefs de laMaison de Wettin)
Les souverains de la branche albertine, rois de Saxe à partir de 1806, ont maintenu le titre de margrave. En 1932, le prince Frédéric-Christian de Saxe, chef de la maison de Wettin, était désigné comme margrave de Meissen. 
| Nom                                         | Règne          | Commentaires |
| ------------------------------------------- | -------------- | --- |
| Frédéric-Auguste III de Saxe                | 1918/1921–1932 | Roi de Saxe abdique en 1918. |
| Frédéric-Christian de Saxe                  | 1932–1968      | (31 décembre 1893 - 9 août 1968). Chef de la maison depuis que son frère, le prince héritier Georges de Saxe (15 janvier 1893 - 14 mai 1943), est devenu religieux (jésuite) |
| Emmanuel de Saxe                            | 1968–2012      | |
| Alexandre Afif, prince de Saxe-« Gessaphe » | depuis 2012    | Neveu et fils adoptif d'Emmanuel depuis 1999 |